# Pippa Harris
Philippa Jill Olivier Harris (Reino Unido, 27 de março de 1967) é uma produtora cinematográfica britânica.